# Frank Welker
Franklin Wendell Welker, född 12 mars 1946 i Denver i Colorado, är en amerikansk röstskådespelare och är även känd för att göra röster till icke-talande djur. Bland de rollfigurer han har gett röster till är bl.a. Megatron & Galvatron i den ursprungliga TV-serien The Transformers och i filmserien Transformers, Fred Jones och Scooby Doo i Scooby Doo, Dr. Claw i TV-serien Kommissarie Gadget, Santa's Little Helper i Simpsons, Ray Stantz och Slimer i The Real Ghostbusters.

## Filmografi (urval)

### Roller inom animerade TV-serier
- 101 Dalmatians: The Series - Scorch, Steven the Alligator
- 13 Ghosts of Scooby Doo - Olika röstroller
- Byrackorna - Olika röstroller
- Scooby-Doo som valp - Uncle Eddie Jones, Chickenstein, Casmer Codwaller ("Chickenstein Lives!"), ghost of Al Cabone ("For Letter or Worse"), Bruce Wormsley, Dinkley 2000 ("The Computer Walks Among Us")
- Adventures of Don Coyote and Sancho Panda - Don Coyote, Dapple the Donkey
- Adventures from the Book of Virtues - Socrates
- Jimmy Neutron - Goddard, Olika röstroller
- Aladdin - Abu, Rajah, Xerxes, Olika röstroller
- Animaniacs - Runt, Flavio Hippo, Buttons, Ralph the Guard, Thaddeus Plotz, Chicken Boo, occasional segment narration
- Batman Beyond - Woof the Hyena-Man, Ace the Bathound
- Batman: Den tappre och modige - Scooby-Doo, Fred Jones, Batboy, Batman (Scooby-Doo version)
- The Berenstein Bears - Raffish Ralph, Actual Factual, Weasel McGreed, Farmer Ben, and Henchweasels
- Bionic Six - Glove, Mechanic, Spot
- Blondie and Dagwood (1987), and Blondie and Dagwood: Second Wedding Workout (1989) - Dagwood Bumstead
- Bobbys värld - Roger the Dog
- Bonkers - Fall-Apart Rabbit, Toots, Roderick, Sniffle, Turbo, Toon Bag, Pops Clock
- Bubble Guppies - Bubble Puppy
- Buzz Lightyear, rymdjägare - Grubs, Brain Pods, och övriga roller
- Captain N: The Game Master - Game Boy (säsong 2 och 3)
- Captain Planet and the Planeteers - Lead Suit, Suchi the Monkey, Tank Flusher, olika röster
- Capitol Critters - Presidential Cats
- Challenge of the Gobots - Scooter, Zeemon, Blaster, Rest-Q
- Challenge of the Superfriends - The Toyman
- Clifford the Big Red Dog - Boomer, Gordo & Rex
- Kodnamn Grannungarna - Professor XXXL, Mister Uno, Bus Driver, Radio Announcer, Rainbow Monkey Kong
- Cro - (röst)
- Curious George - George
- Darkwing Duck - Olika röstroller
- Dave Barbaren - Faffy
- Dexters laboratorium - Monkey, Quackor, The Infraggible Krunk, Mister Luzinsky, "Master Computer"
- Dink, the Little Dinosaur - Crusty, Scat
- Donkey Kong Country - Krusha (säsong 2)
- Drakar & Demoner - Uni, Tiamat
- Mästerdetektiven Droopy - McWolf, Dweeble
- Duck Dodgers - Captain Rodman, Ch'p, K-9, Maninsuit
- Ducktales - Bigtime Beagle, Baggy Beagle, Bubba the Caveduck, Tootsie, Poe De Spell
- Dynomutt, Dog Wonder - Dynomutt the Dog Wonder
- Kejsarens nya skola - Creepy Old Man, Skeleton Anteater, Homework
- Evil Con Carne - Boskov the Bear, berättaren, olika röstroller
- Fairly Odd Parents - Doidle, Dinkle dog, Olika djurröster
- Fangface - Fangs/Fangface
- Family Guy - Freddy Jones, Grodan Kermit, Megatron
- Lagens fiskar - Mussels Marinara, Doc Croaker, Louie
- Familjen Flintas julsaga - Barney Rubble, Dino
- A Flintstone Family Christmas - Barney Rubble, Dino
- The Flintstone Kids - Nate Slate, Thug, Stalagbite
- Foofur - Foofur
- Freakazoid - Mister Chubbikins, The President, Frank the Guard, Olika röstroller
- Futurama - Nibbler (both talking and non-talking versions), Seymour, olika röster
- Futurama: Bender's Big Score - Nibbler, Seymour, Fleb, olika röster
- Futurama: Bender's Game - Nibbler, trolls, T-Rex, monkey, polar bear, olika röster
- The Further Adventures of Superted - Bulk i flera avsnitt, Cici i "Phantom of the grand ol' opry", Bubbles the Clown i "Bubbles, Bubbles Everywhere", Pengy och Walle in "Leave it to space beavers", Prince Pyjamarama och The Treasurer in "Ruse of the Rajah"
- G.I. Joe - Copperhead, Flash, Freedom, Junkyard, Polly, Short-Fuse, Timber, Torch, Wild Bill
- Katten Gustaf - Booker, Sheldon, Bo, Mort, Fred Duck, Doctor Garbanzo Bean
- The Garfield Show - Gustaf, Olika röstroller
- Gargoyles - Bronx, Baby Alex, Cagney, Olika djurröster
- Långbens galna gäng - Våfflan, Tuffsan, Olika röstroller
- Gravedale High - Frankentyke, J.P. Ghastly the III, Olika röstroller
- Grymma sagor med Billy & Mandy - Boskov, HokeyMonsters, Barney Rubble, Trilord, Lazlo, Shnissugah, Olika karaktärer
- The Grinch Grinches the Cat in the Hat - Max, Waiter
- Harvey Birdman, Attorney at Law - Jabberjaw, Bus Driver, Avenger, Fred
- Heathcliff - Dingbat
- Herkules - Pegasus, Abu ("Hercules and the Arabian Night"), Olika röstroller
- Histeria! - Father Time, Pule Houser, Fetch
- Hos Musse - Gus Goose, Abu, Aracuan Bird, Butch the Bulldog, Cri-Kee, Dodger, Figaro, Louie the Mountain Lion, Pegasus, Salty the Seal
- Kommissarie Gadget - Brain, Doctor Claw, Mad Cat
- Jabberjaw - Jabberjaw
- Jetsons - Orbitty (Säsong 2 & 3), Richard Rocketeer ("Family Fallout"), Ghost of Christmas Present ("A Jetsons Christmas Carol"), Young Mr. Spacely ("A Jetsons Christmas Carol"), Teenage Spacely ("A Jetsons Christmas Carol")
- Muppet Babies - Grodan Kermit, Beaker, Skeeter
- Johnny Bravo - Freddy Jones, Speed Buggy, She-Hulk
- Kim Possible - Olika skurk- och djurröster
- Kissyfur - Claudette
- Legenden om Tarzan - Manu
- Lilo & Stitch - Olika röstroller
- The Littles - Slick the Turtle
- Little Clowns of Happytown - Röst
- Den lilla sjöjungfrun - Olika röstroller
- Lloyd i rymden - Röst
- Mad (TV-serie) - Gustaf, Olika figurer
- Masken - Milo, Baby Forthwright
- Megas XLR - Gyven, baby, warrior, Mac, Targon
- Musses klubbhus - Mr. Pettibone, Butch the Bulldog, Big Red Gooey Fish, Bella, Sheep, Figaro the Kitten
- Musses verkstad - The Abominable Snowman, Aracuan Bird, Butch the Bulldog, Figaro, Louie the Mountain Lion, Lion, Mr. Pettibone, Salty the Seal
- Mighty Ducks - Chameleon
- Mighty Max - Warmonger, Escaped Scientist, Lava Lord
- Mike the Knight - Galahad, Yip and Yap, Mr. Cuddles, olika djur
- Mucha Lucha! - Masked Dog
- My Little Pony - Pluma (ghost form), Dinah
- Mästerkattens äventyr - Baby dragon
- Ni Hao Kai Lan - Mr. Dragon
- Pac-Man - Chomp Chomp
- Phineas & Ferb - Olika djurröster (okrediterad)
- The Pink Panther Show - Dragonfly, Crane Jr.
- Pinky och Hjärnan - The President, Maurice, Olika röstroller
- Pirater i mörka vatten - Niddler, Dark Dweller, Morpho, Lugg Brother #2
- Pound Puppies - Catgut, Nabbit
- Powerpuffpinglorna - Abracadaver, Olika röstroller
- Quack Pack - The Claw, Knuckles
- Rambo: The Force of Freedom - Mad Dog
- Teenage Mutant Ninja Turles 2012 - Dr. Rockwell
- The Real Adventures of Jonny Quest - Bandit, Jeremiah Surd, Additional voices
- The Real Ghostbusters - Slimer, Ray Stantz, Samhaine, The Stay-Puft Marshmallow Man, The Bogeyman, The Sandman
- Rasten - Senior Fusion
- Road Rovers - Muzzle, Shag
- The Robonic Stooges - Curly, Narrator
- Robot Chicken - Megatron, Soundwave, The Phantom, Dr. Claw, Brain, Billy's Dad, Mr. Potato Head
- Roller Coaster Rabbit (Roger Rabbit cartoon) - Bull
- Rugrats - Wolf
- Saturday Supercade - Donkey Kong Junior, Q* Dad, Q* Mungus, Q* Ball, Coilee, Ugg, Wrongway, Sam Slick
- Scooby-Doo - Fred Jones (1969–present, with the exception of A Pup Named Scooby Doo), Scooby-Doo (2002–present; succeeding Scott Innes in 2002)
- Scooby's All-Star Laff-a-Lympics - Tinker, Yakky Doodle, Magic Rabbit, Sooey Pig, Dynomutt
- Scooby-Doo! in Arabian Nights - Additional voices
- Shaggy & Scooby-Doo Get a Clue! - Scooby-Doo, Fred Jones
- Scooby-Doo! Mystery Incorporated - Scooby-Doo, Fred Jones, Jabberjaw, Captain Caveman, and Speed Buggy, olika figurer
- Simpsons - Santa's Little Helper, Olika röstroller
- Smurfarna - Klocksmurfen, Muskelsmurfen, Pellevin, Poetsmurfen, Puppy, Vildsmurfen, olika röstroller
- Snorklarna - Occy, Tooter
- Space Stars - Cosmo
- Spider-Man and His Amazing Friends - Iceman/Bobby Drake
- Sonic the Hedgehog - Olika röstroller (endast i säsong 1)
- Spiral Zone - Dr. Harold Lawrence, Razorback, Ned Tucker
- SpongeBob SquarePants - Giant Clams, Gorilla ("I Had An Accident")
- Superfriends: The Legendary Super Powers Show - Darkseid, Kalibak, Mr. Mxyzptlk, Dollmaker
- The Super Powers Team: Galactic Guardians - Ace / Darkseid / Kaliba
- Swat Kats - Dr. Viper/Dr. Purvis, olika röstroller
- Sylvester och Pips mysterier - Hector
- Tidspatrullen - French Captains, Horses, James Sherman/Zombie
- Timon och Pumbaa - Olika röster och figurer
- Tiny Toon Adventures - Gogo Dodo, Furrball, additional voices
- Trail Mix-Up (Roger Rabbit cartoon) - Beaver, bear
- The Transformers - Blades, Buzzsaw, Chromedome, Frenzy, Groove, Jazz (Commercials only), Laserbeak, Megatron/Galvatron, Mirage, Mixmaster, Ratbat, Ravage, Rumble, Sharkticon, Skywarp, Sludge, Soundwave, Superion, Sweep, Trailbreaker, Wreck-Gar (commercials), additional voices
- Transformers Prime - Megatron
- This Is America, Charlie Brown - Abraham Lincoln, Squanto, olika röster
- The Tom and Jerry Comedy Show - Spike, Droopy, Slick Wolf, Barney Bear
- Turbo Teen - Flip, Rusty, Dark Rider
- Mister Magoo - McBarker
- What's New, Scooby-Doo? - Fred, Scooby-Doo, Baseball Spectre, The Mummy
- Wheelie and the Chopper Bunch - Wheelie, Chopper
- Where's Waldo? - Additional voices
- The Wild Thornberrys - Mox, Macqaque Wallah
- Yo Yogi! - Additional voices
- Yogi's Great Escape - Bopper, Yapper, The Real Ghost

### Filmroller
| År   | Filmtitel                       | Roll                                                                         |
| ---- | ------------------------------- | ---------------------------------------------------------------------------- |
| 1969 | Trassel med brudar              | Rutgers                                                                      |
| 1969 | Datatrubbel                     | Henry Farthington                                                            |
| 1971 | How to Frame a Figg             | Prentiss Gates                                                               |
| 1972 | Osynliga ligan slår till        | Myles                                                                        |
| 1972 | Dirty Little Billy              | Young punk                                                                   |
| 1975 | Hugo the Hippo                  | Special vocal effects                                                        |
| 1976 | Once Upon a Girl                |                                                                              |
| 1981 | Jakten på den försvunna skatten | Special vocal effects                                                        |
| 1981 | Zorro, The Gay Blade            | Narrator                                                                     |
| 1981 | Snurre sprätts oscarsgala       | Lawyer/Interviewing Dog                                                      |
| 1982 | Heidi's Song                    | Schnoodie/Hootie                                                             |
| 1984 | Gallavants                      | Antik/Traw                                                                   |
| 1984 | Nausicaä från Vindarnas dal     | Gol                                                                          |
| 1984 | Ursäkta, var är floden?         | Chuck the Wonder Dog                                                         |
| 1984 | Star Trek III                   | Spock (skrikande röst)                                                       |
| 1984 | Gremlins                        | Stripe/Mogwai/Gremlins                                                       |
| 1984 | Cannonball Run II               | Special vocal effects                                                        |
| 1985 | Robotix                         |                                                                              |
| 1985 | Robotman & Friends              | Roberon/Sound-Off/Additional voices                                          |
| 1985 | Cat's Eye                       | Special vocal effects                                                        |
| 1985 | Explorers                       | Special vocal effects                                                        |
| 1985 | My Science Project              | Aliens                                                                       |
| 1985 | Rose Petal Place: Real Friends  | Seymour/Horace                                                               |
| 1985 | The Pound Puppies               | Howler/Catgut/Snichey                                                        |
| 1985 | The GLO Friends Save Christmas  |                                                                              |
| 1986 | Mästerdetektiven Basil Mus      | Toby/Felicia                                                                 |
| 1988 | Vem satte dit Roger Rabbit      | Dumbo/Olika röstroller (okrediterad)                                         |
| 1989 | Den lilla sjöjungfrun           | Olika röstroller/Max (okrediterad)                                           |
| 1989 | Änglahund                       | The Devil Dog (Charlie's Nightmare/Last Visit with Anne-Marie) (okrediterad) |
| 1991 | Skönheten och odjuret           | Footstool                                                                    |
| 1992 | Aladdin                         | Abu                                                                          |
| 1993 | Den otroliga vandringen         | Special vocal effects                                                        |
| 1993 | Snövit och de sju dvärginnorna  | Batso                                                                        |
| 1994 | Lejonkungen                     | Röst                                                                         |
| 1994 | Nu är det jul igen              | Reindeer vocal effects                                                       |
| 1994 | Pagemaster – den magiska resan  | Horror/Parrot/Raven/Dragon                                                   |
| 1995 | Janne Långben – The Movie       | Storfot                                                                      |
| 1995 | Gordy                           | Narrator (voice)                                                             |
| 1995 | Pocahontas                      | Flit                                                                         |
| 1995 | Jumanji                         | Djurrösteffekter                                                             |
| 1996 | Dunston Checks In               | Special vocal effects (voice)                                                |
| 1996 | Ringaren i Notre Dame           | Baby bird                                                                    |
| 1996 | Space Jam                       | Charlie the Dog (röst)                                                       |
| 1998 | Jane Austen's Mafia!            | Olika djurrösteffekter                                                       |
| 1998 | Rugrats - Filmen                | The Wolf/The Circus Monkeys (okrediterad)                                    |
| 2000 | Tigers film                     | Bees/Frogs                                                                   |
| 2000 | Tweety's High-Flying Adventure  | Mugsy/Hugo the Abominable Snowman/Hector the Bulldog                         |
| 2000 | Grinchen – julen är stulen      | Max                                                                          |
| 2000 | Kejsarens nya stil              | Dragonfly/Black Panthers                                                     |
| 2002 | Tillbaka till landet Ingenstans | Nana 2/Giant Octopus                                                         |
| 2002 | Ringaren i Notre Dame II        | Achilles/Djali                                                               |
| 2003 | Looney Tunes: Back in Action    | Scooby Doo (voice)                                                           |
| 2006 | Nicke Nyfiken                   | Nicke                                                                        |
| 2009 | Garfield's Pet Force            | Garfield, additional voices Narrator                                         |
| 2010 | Firebreather                    | Dragon #1                                                                    |
| 2011 | Smurfarna                       | Azrael                                                                       |
| 2012 | Madagaskar 3                    | Sonya                                                                        |
| 2012 | The Grey                        | Vargrösteffekter                                                             |
| 2012 | Frankenweenie                   | Sparky                                                                       |
| 2013 | Smurfarna 2                     | Azrael                                                                       |
| 2020 | Scoob!                          | Scooby Doo                                                                   |

### Animerade filmroller
- De 101 dalmatinerna II – Tuffs äventyr i London - Hundljud, Olika röstroller
- Abra-Catastrophe! - Leopards
- Aladdin, Jafars återkomst och Aladdin och rövarnas konung - Abu
- Änglahund - The Devil Dog (Charlie's Nightmare/Last Visit with Anne-Marie) (okrediterad)
- Alvin and the Chipmunks: Meet Frankenstein - "Frankie" The Monster
- Alvin and the Chipmunks: Meet the Wolfman - Varulvsrösteffekter
- Annabelle's Wish - Djurrösteffekter
- Atlantis – Milos återkomst - Obby, Mantell
- Batman Beyond: Return of the Joker - Ace the Bat-Hound
- Skönheten och odjuret - Footstool
- Skönheten och Odjuret – Den förtrollade julen - Phillippe, Sultan
- Belles magiska värld - Sultan
- Buzz Lightyear, rymdjägare: Äventyret börjar - Grubs, Self Destruct, Ranger #1, Rhizomian Man, Cadet Flarn
- Katter dansar inte - Farley Wink
- Fantastiska Wilbur 2 - Djurrösteffekter
- The Chipmunk Adventure - Sophie Vorstein, Furschtein, Native Chief
- Askungen II – Drömmen slår in - Lucifer, Pom-Pom, Bruno
- Askungen 3 – Det magiska trollspöet - Lucifer
- Nicke Nyfiken - Nicke
- Dinosaurier - Dinosaurieröster
- Dougs första film - Herman Melville
- Kejsarens nya stil - Trollslända, Svarta pantrar
- Firebreather - Drake #1
- Gustaf livs levande - Gustaf, Goth Kid, Hardy, Keith, Nerd, Prop Boy och Two Headed Guy
- Garfield's Fun Fest - Gustaf, Delivery Gnome, Jeff, Leonard, Prop Boy
- Garfield's Pet Force - Gustaf/Garzooka
- GoBots: War of the Rock Lords - Scooter, Zeemon, Rest-Q, Pulver-Eyes, Sticks, Narilphant
- Janne Långben – The Movie - Storfot
- Mästerdetektiven Basil Mus - Toby, Felicia
- Snövit och de sju dvärginnorna - Batso
- Hawaiian Vacation - Bullseye (okrediterad)
- Sanningen om Rödluvan - Nicky's Wire Fox Terrier (okrediterad)
- Hoodwinked! 2: Hood vs. Evil - Nicky's Wire Fox Terrier (okrediterad)
- Ringaren i Notre Dame - Baby bird
- Ringaren i Notre Dame II - Achilles, Djali
- It's the Pied Piper, Charlie Brown - Mayor, Mayor's Aides, Townsperson, musröster
- Familjen Jetson - Space Basketball Coach, Lead Grungee, other Grungees
- Jimmy Neutron: Underbarnet - Goddard / Orthgot / Worm / Demon (voice)
- Lady och Lufsen II: Ludde på äventyr - Hundröster, Reggie (Street Dog)
- Landet för länge sedan III: Jakten på det försvunna vattnet - Velociraptor (röst)
- Landet för länge sedan IV: Färden till Dimmornas Land - Tickles (röst)
- Lilo & Stitch - Frog, ducks (uncredited)
- Lejonkungen - Röst
- Lejonkungen 3 – Hakuna Matata - Röst (okrediterad)
- The Little Engine That Could - Perky, Eagle, Farnsworth, Jebediah and Rollo
- Den lilla sjöjungfrun - Olika röstroller/Max (okrediterad)
- Den lilla sjöjungfrun II – Havets hemlighet - Max the Sheepdog
- The Little Troll Prince - Prag #2
- MAD - Black Spy, Olika röstroller
- Madagaskar 3 - Sonya
- The Madagascar Penguins in a Christmas Caper - Mr. Chew
- Musse Piggs magiska jul - Julfest hos Musse - The Abominable Snowman
- Musse Pigg och hans vänner firar jul - Figaro, Turkey
- Mulan - Cri-kee och Khan
- Mulan 2 - Cri-kee, Khan och Little Brother
- My Little Pony - Ett äventyr - Bushwoolie #3, Grundle
- Min granne Totoro - Totoro, Catbus (2006 Disney dub only)
- Noah's Ark - Olika djurrösteffekter
- Nötknäpparen och muskungen - Pavlova
- Oliver & gänget - Louie the Hot Dog Vendor, olika röstroller
- Boog & Elliot – Vilda vänner - Kaniner
- Pagemaster – den magiska resan - Horror, Parrot, Raven, Dragon
- Pinocchio och nattens furste - Igor (röst)
- Pocahontas - Flit
- Pocahontas 2: Resan till en annan värld - Flit
- Porco Rosso - Mamma Aiuto Gang Members, olika röstroller
- The Powerpuff Girls Movie - Whole Lotta Monkeys
- Prinsen och tiggarpojken - Dying King
- Det magiska svärdet – Kampen om Camelot - Ayden the falcon, drakar
- Bernard och Bianca i Australien - Joanna, Marahute, talking white mouse, olika specialrösteffekter
- Tillbaka till landet Ingenstans - Nanatwo och Giant Octopus
- Vägen till El Dorado - Altivo (röst)
- The Rugrats Movie - The Wolf, and The Circus Monkeys (uncredited)
- Scooby-Doo filmserien - Fred Jones, Scooby-Doo, och andra roller
- Stitch! - Experiment 626 - Experiment 221 Sparky, additional voices
- Tigers film - Bees and frogs
- The Transformers: The Movie - Frenzy, Junkion, Laserbeak, Megatron, Rumble, Soundwave, Wheelie, Ravage
- Tom och Jerry - Den magiska ringen - Jerry och Tyke
- Tom och Jerry på väg mot planeten Mars - Jerry och Spike
- Tweety's High-Flying Adventure - Mugsy, Hugo the Abominable Snowman, Hector the Bulldog

### Röstroller inom live-action filmer
- 101 dalmatiner och 102 dalmatiner - Olika djurrösteffekter
- Alice i Underlandet - Olika rösteffekter
- Anaconda - Anaconda (röst)
- Banana Splits - Bingo (2008 version)
- På rymmen - Specialrösteffekter
- Buddy - Buddy (röst)
- Tom i bollen II - The Gopher (röst)
- Katten - Nevins
- Deep Blue Sea - Parrot
- Dollman vs. Demonic Toys - Baby Oopsy-Daisy
- Dunston checkar in - Specialrösteffekter (röst)
- Godzilla - Djurröster
- The Golden Child - The Thing (röst)
- Gordy - Berättaren (röst)
- Gremlins 2 - Mohawk (röst)
- Pistolen i Betty Lous handväska - Scarlett the Dog
- Halloweentown High - Djurröster
- Den otroliga vandringen - Specialrösteffekter
- Älskling, jag krympte barnen - (röst)
- Grinchen – julen är stulen - Max
- Höken är lös - Bunny the fox terrier
- Independence Day - Alienrösteffekter
- Indianen i skåpet - Specialrösteffekter
- The Informant! - Mark Whitacres pappa
- The Island of Dr. Moreau - Hybrid-rösteffekter
- Maffia! - Olika djurrösteffekter
- Jumanji - Djurrösteffekter
- Little Giants - X och O dots (röst)
- Looney Tunes: Back in Action - Scooby-Doo (röst)
- Man's Best Friend - Max the experimental dog, Ed the parrot och Boo the cat
- Jakten på Dodger - Dodger the Monkey
- Mortal Kombat - Shao Kahn, Goro
- Glufz - Munchie (röst)
- Pippi Långstrump – starkast i världen - Herr Nillson, Alfons
- New York Minute - Reinaldo
- En galen dag i New York - Rexy (T-rex skeleton), Mammoth
- Natt på museet 2 - Rexy (T-rex skeleton), Giant Octopus, Smilodon skeleton
- Prehysteria - Dinosaurier (röst)
- Rusty: A Dog's Tale - Boss Duck
- Nu är det jul igen - Renar
- Scooby-Doo - Djurröster
- Scooby-Doo: Nu börjar mysteriet - Scooby-Doo
- Scooby-Doo! Curse of the Lake Monster - Scooby-Doo
- SeaQuest DSV - Darwin (röst)
- Smurfarna - Azrael
- SpaceCamp- Jinx the Robot (röst)
- Space Jam - Charlie the Dog (röst)
- Spawn - Malebolgia
- Species - Alien Sil (röst)
- Super Mario Bros. - Yoshi, Goombas och andra varelser
- Tales From The Darkside: The Movie - The cat ("The Cat From Hell")
- Tank Girl - Specialrösteffekter
- Teenage Mutant Hero Turtles II - Kampen om Ooze - Tokka and Rahzar (röst)
- Transformers: De besegrades hämnd - Soundwave (röst), Devastator (röst), Reedman (röst), Grindor, Ravage (rösteffekter)
- Transformers: Dark of the Moon - Shockwave (röst), Soundwave (röst), Barricade (röst)
- Transformers: Age of Extinction - Galvatron (röst)
- Treehouse Hostage - Kato
- Vem satte dit Roger Rabbit - Dumbo, olika röstroller (okrediterad)
- Arkiv X: Fight the Future: - Olika röstroller

### Datorspel
- 102 Dalmatiner: Valpar till undsättning - Scorch/Al the Gator
- Aladdin in Nasira's Revenge - Abu
- Alice in Wonderland - Jabberwocky-rösteffekter
- Animaniacs: A Gigantic Adventure- Ralph
- Animaniacs: Splat Ball! - Ralph
- The Adventures of Jimmy Neutron Boy Genius: Jet Fusion - Goddard
- Baldur's Gate - Xzar och andra karaktärer
- Baldur's Gate: Dark Alliance - Gnolls/Kobolds/Ogr
- Baldur's Gate: Dark Alliance II - Olika röstroller
- Blood Omen 2: Legacy of Kain - Olika röstroller
- Buzz Lightyear of Star Command - Plasma Monster
- CarnEvil - Umlaut the jester skull
- Captain America: Super Soldier - Rattler
- Cartoon Network Universe: FusionFall - Monkey, olika röstroller och rösteffekter
- Clay Fighter 63 1/3 - Blob, Ickybod Clay, Lockjaw Pooch and the Zappa Yow Yow Boyz
- Cliff Hanger - Daisuke Jigen
- Curious George - George
- Descent to Undermountain - Djurrösteffekter
- Disney Aladdin - Abu
- Disney's Arcade Frenzy - Khan och Cri-kee
- Disney's Stitch: Experiment 626 - Experiment 621
- Donald Duck: Goin' Quackers- Olika röstroller
- Dr. Seuss: How The Grinch Stole Christmas! - Max the Dog
- Epic Mickey - Oswald the Lucky Rabbit, The Shadow Blot
- Epic Mickey 2: The Power of Two - Oswald the Lucky Rabbit
- Fallout - John Maxson
- Fallout Tactics - Olika röstroller
- Futurama - Nibbler
- The Flintstones: Bedrock Bowling - Barney Rubble
- The Floigan Brothers - Moigle, djurrösteffekter
- Gex: Enter the Gecko - Olika röstroller
- Godzilla: Unleashed - Monsterrösteffekter (okrediterad)
- Hercules - Pegasus
- History Civil War: Secret Missions - Olika röstroller
- Jimmy Neutron: Attack of the Twonkies - Goddard
- Kid Icarus: Uprising - Dog, Olika röstroller (okrediterad)
- Jimmy Neutron: Boy Genius - Goddard/Poultra/Humphrey
- Jimmy Neutron's Nicktoon Blast - Goddard/Poultra
- Jumpstart Spelling - Perry
- Kim Possible: Revenge of Monkey Fist - Monkey Ninjas
- Kingdom Hearts - Abu
- Kingdom Hearts II - Abu
- Kingdom Hearts: Birth by Sleep - Experiment 221 (Sparky)
- Kingdom Hearts Re:Chain of Memories - Abu
- The Lion King: Simba's Mighty Adventure - Djurrösteffekter
- Looney Tunes: Acme Arsenal - Wile E. Coyote och Road Runner
- Overblood - Pipo, odöda varelser
- Peter Jackson's King Kong - King Kong, dinosaurier
- Quest 64 - Olika djurrösteffekter
- Sacrifice - Specialrösteffekter
- Scooby-Doo! Night of 100 Frights - Fred
- Scooby-Doo! First Frights - Fred/Scooby-Doo
- Scooby-Doo! and the Spooky Swamp - Fred/Scooby-Doo
- Scooby-Doo! Classic Creep Capers - Monsterrösteffekter
- Scooby Doo: Mystery Mayhem - Fred/Doug Milton/Mummy
- Scooby-Doo: Mystery of the Fun Park Phantom - Fred
- Scooby-Doo! Unmasked - Fred/Prof. Stoker
- Sewer Shark - Olika röstroller (okrediterad)
- Spawn: Armageddon - Djurröster
- Splatterhouse - Olika röstroller
- SpongeBob SquarePants featuring Nicktoons: Globs of Doom - Goddard
- Spore - Rösteffekter för olika varelser
- Spyro the Dragon - Olika djurrösteffekter (okrediterad)
- Spyro 2: Ripto's Rage! - Djurröster (okrediterad)
- Star Trek: Starfleet Academy - Olika röstroller
- Star Wars: Galactic Battlegrounds - Pekt/Sith Master/Utric Sandov
- Star Wars: Knights of the Old Republic - Jorak Uln (röst) / Sunry (röst) / Olika röstroller
- Star Wars: The Clone Wars - Outpost Commander
- Teenage Mutant Ninja Turtles: Turtles in Time – Tokka and Rahzar (okrediterad)
- Tenchu 2: Birth of the Stealth Assassins - Olika röstroller
- Toonstruck - Bowling Bear och andra karaktärer
- Transformers: The Game/Transformers: Revenge of the Fallen – Megatron
- Transformers Universe - Megatron
- Walt Disney World Quest: Magical Racing Tour - Specialrösteffekter

### Fotnoter
1. ↑  Charles Webb (7 februari 2011). ”An Interview with 'Transformers Prime's' Frank Welker, the Voice of Megatron” (på engelska). MTV. Arkiverad från originalet den 2 september 2017. https://archive.today/20170902135533/http://www.mtv.com/news/2620659/an-interview-with-transformers-primes-frank-welker-the-voice-of-megatron/%23tfw. Läst 3 mars 2018.